# لئونید بارانوفسکی
لئونید بارانوفسکی (اوکراینی: Леонід Андрійович Барановський؛ ۱۵ ژوئیهٔ ۱۹۵۳ – ۸ دسامبر ۲۰۱۳) بازیکن فوتبال اهل اتحاد جماهیر شوروی سوسیالیستی بود.
از باشگاه‌هایی که در آن بازی کرده‌است می‌توان به باشگاه فوتبال چورنومورتس اودسا اشاره کرد.